# Stockholms tekniska institut

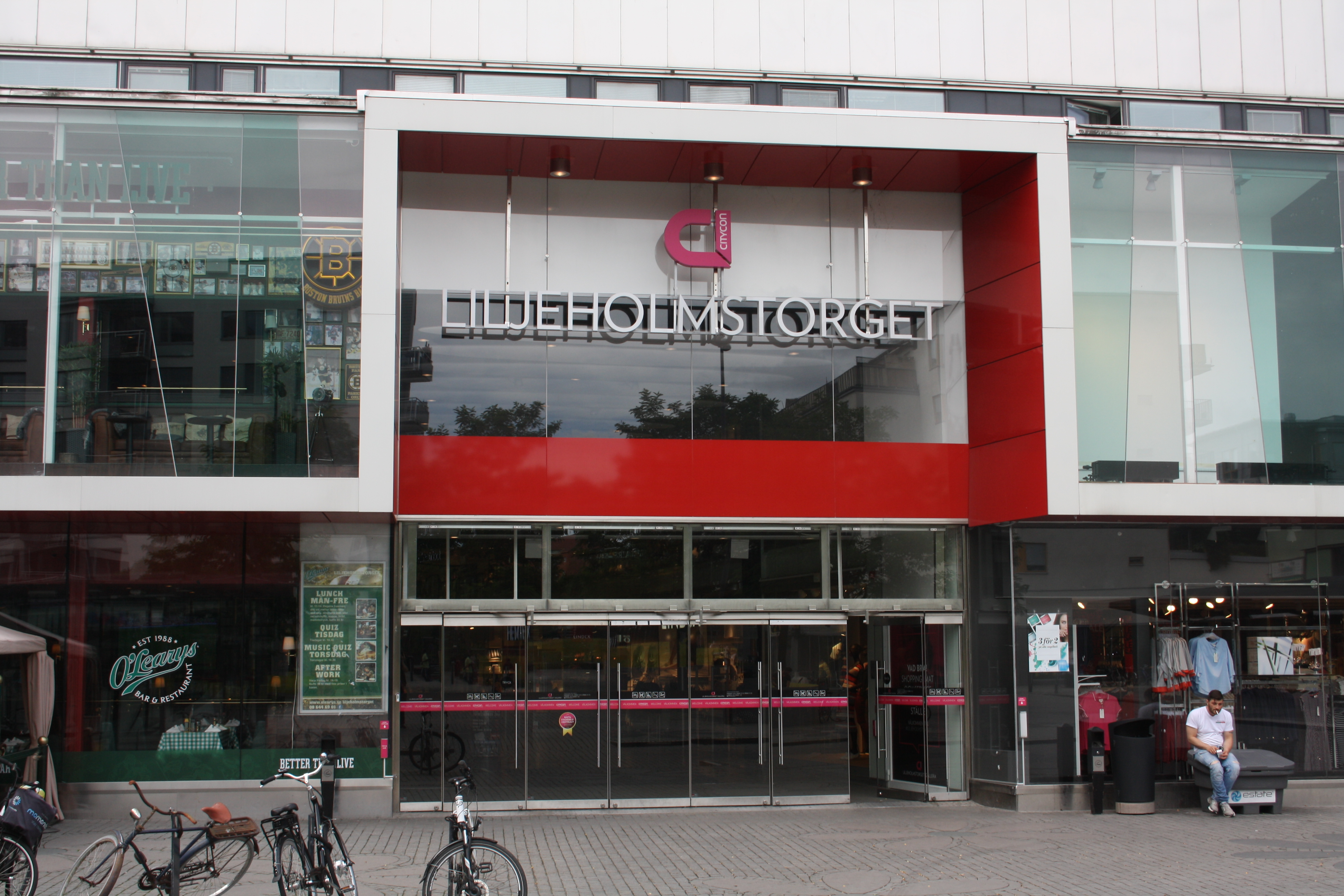
Stockholms Tekniska Institut har idag sina lokaler i Liljeholmstorgets galleria.

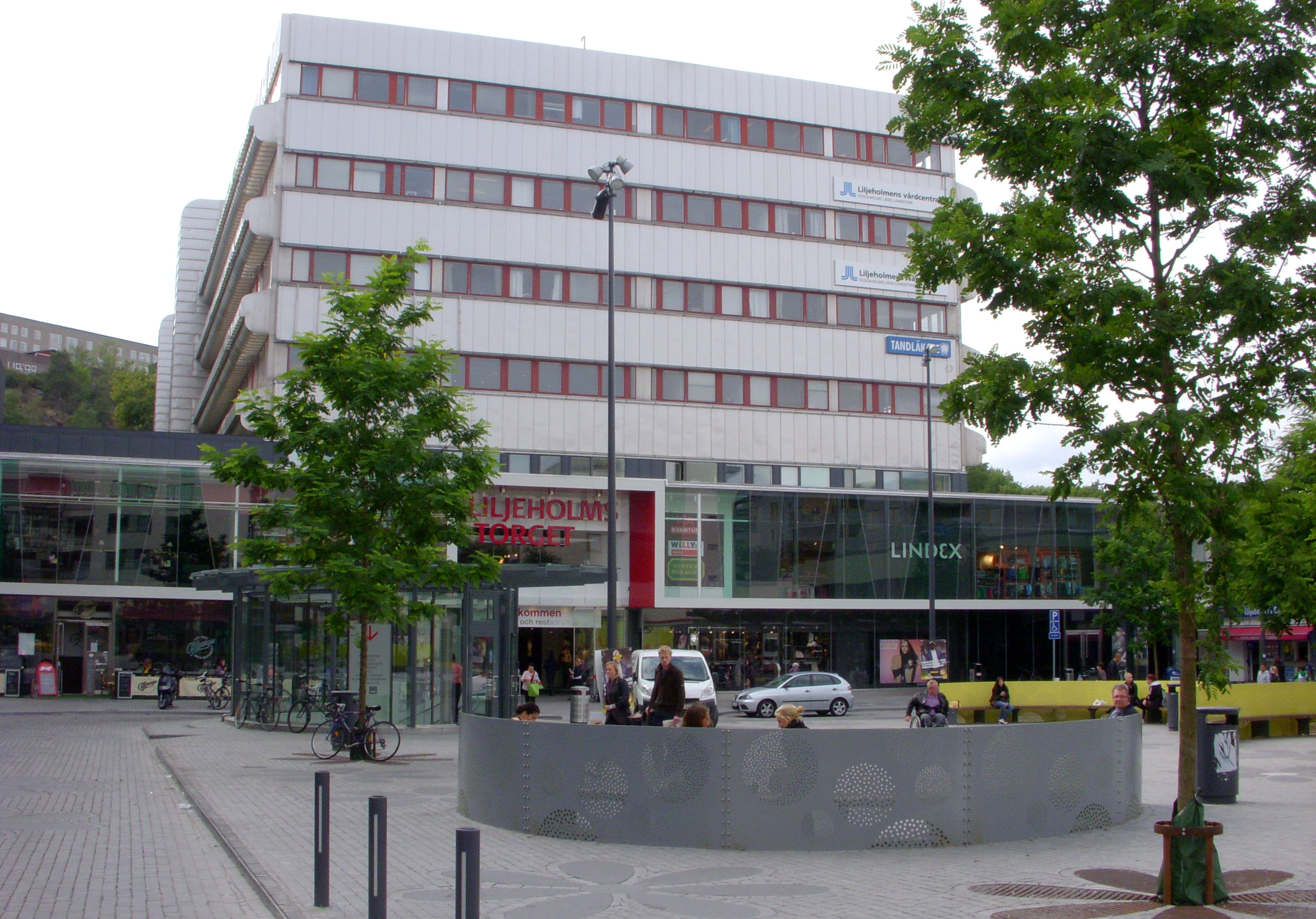
Liljeholmstorgets galleria

Stockholms Tekniska Institut, STI, grundades år 1924 och är en stiftelse med syfte att bedriva teknisk utbildning. STI är idag en yrkeshögskola och har idag ingenjörsutbildningar och teknikerutbildningar.
Idag bedriver STI utbildningar på eftergymnasial nivå inom ramen för Yrkeshögskolan. STI har även kursverksamhet för företag.Sedan grundandet 1924 har utbildningssystemet förändrats och STI har därför existerat under olika utbildningsformer (se avsnittet Historia).
År 2002-2010 bedrev STI även gymnasial utbildning i friskolan Stockholms Tekniska Gymnasium som i juni 2010 såldes till Lernia College och 2012 blev skolan omvandlad till Thoren Innovation School.
Vid grundandet år 1924 fanns en brist på ingenjörer i Sverige och utbildningarna anpassades efter arbetsmarknadens behov. Även idag tas utbildningarna fram efter arbetsmarknadens behov i enlighet med Yrkeshögskolans lagar och riktlinjer. Samarbetet med branschen är ett krav i utformandet och genomförandet av utbildningarna.
Det är över 40.000 som studerat på STI varav ca 20.000 som tagit STI-Ingenjörs examen. Av de som examinerades 2013 hade 90% arbete ett halvår efter avslutade studier.
STI:s lokaler ligger på plan 5 i Liljeholmens Galleria, adressen är Liljeholmstorget 7, 117 63 Stockholm.

## Historia[5]

### År 1924–1950
Stockholms Tekniska Institut grundades år 1924 för att utbilda ingenjörer på mellannivå.
Skolans första lokaler var på Regeringsgatan 47 där det tidigare varit en hushållsskola, Margaretaskolan. Som första rektor anställdes Walter Holmstedt.

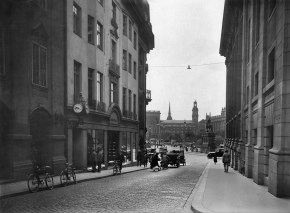
Regeringsgatan

Vid starten den 20 augusti 1924 var det 13 lärare samt 72 dagskole- och 23 aftonskoleelever. Det fanns då 5 olika utbildningar/fackskolor: Maskinteknik, Elektroteknik, Värme- och sanitetsteknik, Husbyggnadsteknik samt Väg- och vattenbyggnadsteknik. Redan 1926 tillkom det en kemiteknisk utbildning då man gjorde om köket till kemilab.
Antalet elever växte och 1931 flyttade STI till nya och anpassade lokaler. Flytten begav sig till Kungsgatan 32 i korsningen Sveavägen/Kungsgatan som stod tomt på grund av det svåra läget på fastighetsmarknaden. STI hade vid den här tiden ca 700 elever.

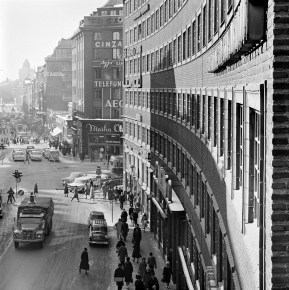
Kungsgatan 32

Verksamheten växte under 1930-talet och 1939 köptes fastigheten Bältgatan 5 som helt disponerades av kemiutbildningen.

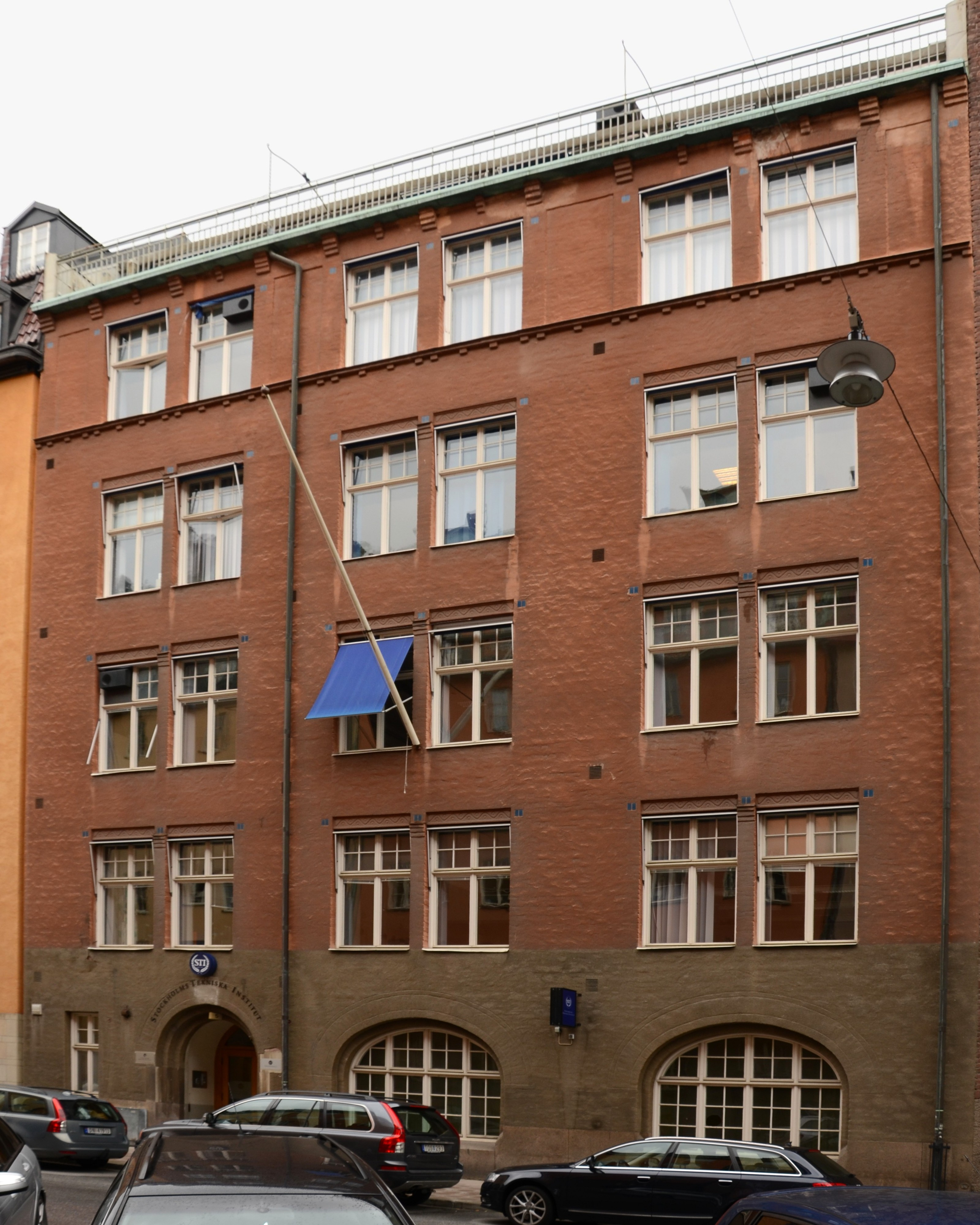
Stockholms tekniska instituts lokaler mellan 1939 och 2016 i Margaretaskolans tidigare skolhus.

Under 1940-talet fortsatte tillväxten och under vårterminen 1946 toppas elevantalet med 3.483 elever och 1948 antas elev nr 20.000

### År 1950–2002
Det gjordes stora utredningar om det svenska utbildningssystemet under 1950-talet. Dessa infördes under 1960-talet med framförallt grundskolan i LGr62 samt fackskolan och gymnasiet Lfa65 och LGy65.
I de fortsatta förändringarna lades år 1984 ett förslag fram för att statsbidrag till fristående skolor skulle dras in. I och med detta gjordes en demonstration mot nedläggning av STI genomfördes den 8 maj 1984.
Demonstrationen kunde dock inte stoppa beslutet att dra in statsbidraget. År 1987 verkställdes beslutet och utbildningarna överfördes från STI till Stockholms kommun då STI ej kunde fortsätta bedriva dessa.
Från 1987 och fram till 2002 förändrades STI:s verksamhet till fokus på olika typer av kortare uppdragsutbildningar i Bandhagen och lokalerna på Bältgatan hyrdes ut till olika företag.

### År 2002 och framåt
När friskolereformen kom startade STI Tekniska Gymnasiet. År 2002 började STI bedriva Energi-programmet och senare även Teknik och Naturvetenskapliga programmen.
Den nya utbildningsformen Kvalificerad Yrkesutbildning (KY) kom 2003. År 2005 startades en utbildning på STI till Projektledare Elkonstruktion inom den nya utbildningsformen. Senare vidgades detta även till flera olika utbildningar. År 2009 etablerades Yrkeshögskolan (YH) som ersatte KY och STI:s utbildningar bedrivs sedan dess inom ramen för Yrkeshögskolan.
Tekniska Gymnasiet såldes 2010 till Lernia och är numera Thorén Innovation School.
År 2016 flyttade STI till nya, moderna lokaler i Liljeholmstorgets galleria.  Innan flytten från de gamla lokalerna skedde anordnades även den största alumniträffen i skolans historia. Runt 250 tidigare studerande kom till träffen och bland deltagarna fanns studerande från varje årtionde sedan 1940-talet fram till idag representerade.

#### Noter

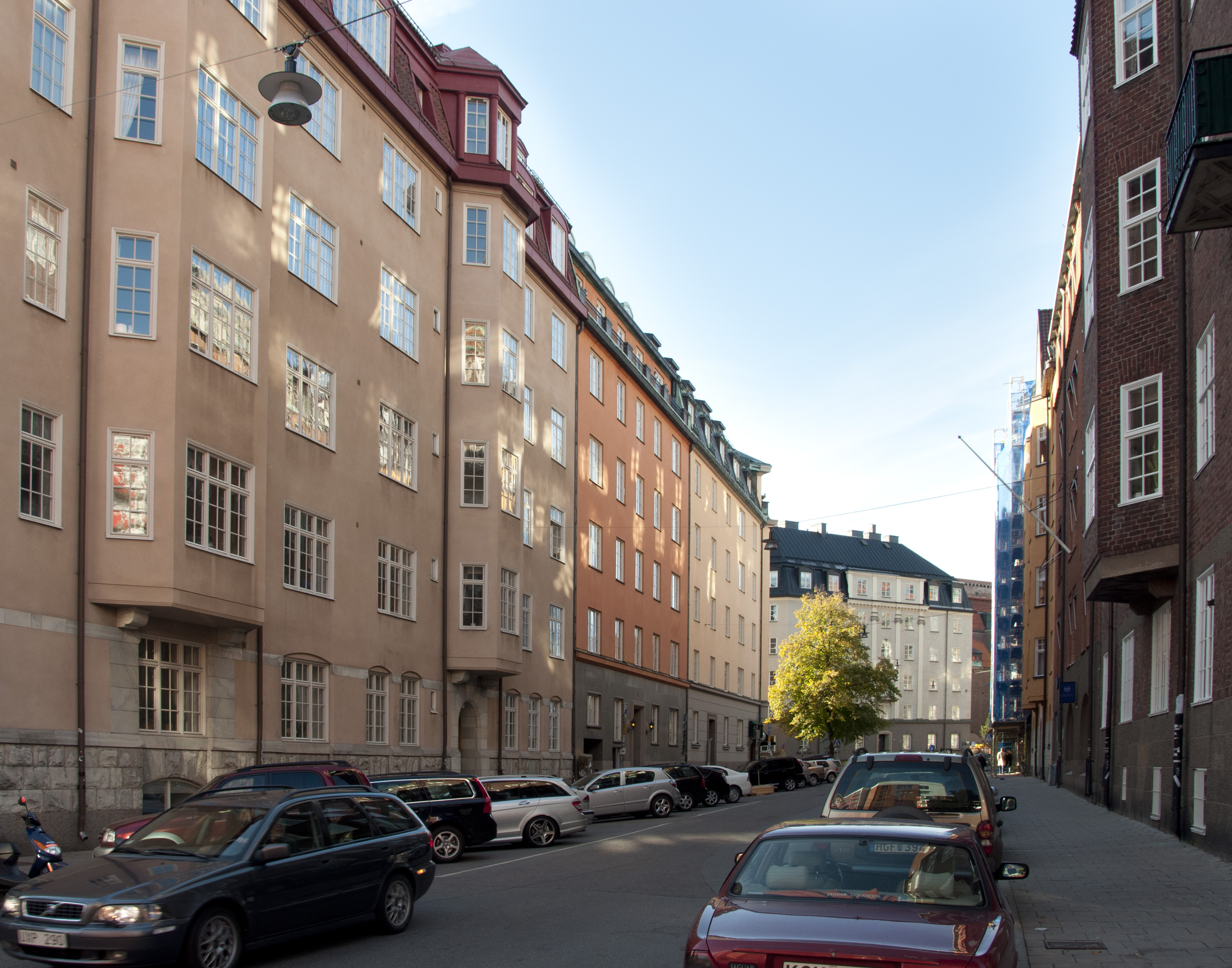
Stockholms Tekniska Instituts lokaler låg under många år på Bältgatan i Stockholm.